# وجدان النقيب
وجدان عبد الإله النقيب (30 سبتمبر 1991 - 16 سبتمبر 2016) شاعرة عراقية. ولدت في بغداد ونشأت بها يتيمة الأم. درست في معهد الفنون التطبيقية ببغداد. اشتهرت كشاعرة شعبية ومحاربة للسرطان في بدايات عقد 2010 بالعراق، إذ عانت من سرطان الغدد الليمفاوية، و«حاربت السرطان بالشعر». أصدرت مجموعتها الشعرية الأولى حجل وأحلام وطفولة تسعة أشهر قبل وفاتها، كتبها باللهجة العراقية والفصحى. دعمها والدها وشجعها عريان السيد خلف بعد أن عرفها وكان هو المعلم الروحي لها. توفيت عن عمر يناهز 24 عامًا بسبب مرضها.

## سيرتها
ولدت وجدان عبد الإله النقيب يوم 30 سبتمبر 1991 في بغداد. توفيت والدتها وهي طفلة. درست في معهد الفنون التطبيقية، بقسم التصميم الطباعي في الجامعة التقنية الوسطى ببغداد، وفي السنة الثانية من معهد الفنون، 2010، تم الكشف عن حالتها بأنها مصابة بمرض سرطان الغدد اللمفاوية. خضعت للعلاج الكيمياوي والإشعاعي ولعمليات جراحية، «ولكن الأطباء يأسوا من حالتها، وصارحوها بأن أمامها اربع سنوات فقط». ثم عرفت كَرَمز نِسائي لمحاربة السرطان وقامت بكتابة الشعر ولها العديد من اللقاءات التلفيزيونية مع أشهر مقدمي البرامج في العراق.

توفيت وجدان النقيب في ليل 15 سبتمبر 2016/ 13 ذو الحجة 1437. وبعد وفاتها راح مواطنيها يتناقلون قصتها في مواقع التواصل الاجتماعي.

## شعرها
تفتحت قريحتها الشعرية منذ صغرها فكان ملهمها الأول هو والدها. مارست كتابة الشعر في أيام جامعية كهاوية، واستمر والدها بدعمها، فكان يشرح لها أصول الشعر الشعبي والمصطلحات الجنوبية، «وشوهد أول صعود لها على المنصة الشعرية في مهرجان خاص للمعهد الذي تخرجت منه.» التقت بالشاعر عريان السيد خلف بعد أن عرفت هي مصابة بالسرطان وكان هو المعلم الروحي لها. أصدرت ديوانها الأولى بعنوان حجل وأحلام وطفولة في 1 يناير 2016 بالرغم من أنها كانت تنشر قصائدها قبل ذلك بعدة سنوات في الصحف المحلية. استمرت كشاعرة فبرزت في الشعر الشعبي العراقي في بدايات عقد 2010.
قال عبد العزيز لازم عن مجموعتها حجل وأحلام وطفولة «إن هذه المجموعة الساخنة التي أطلقتها وجدان النقيب تحتل موقعها في جسم الأدب الشعبي العراقي بجدارة راسخة لتعطي استنارتها لغيرها من الشعراء والمهتمين بقضايا الشعر الشعبي والأدب الشعبي عموما ويحق لنا الزعم بأن الكثير من قصائد المجموعة يمكن أن تتحول إلى أغانٍ يطلقها المغنون ذوو الأصوات القوية المدربة على التعبير عن الألم المأساوي.»

صرّحت في تصريح صحفي قبل رحيلها «كانت مجموعتي الأولى انطلاقة للحلم وخطوة أولى لتحقيق الذات، وكذلك لمساعدتي في تخطي مشاعر الألم الشديد الذي أعانيه يومياً بسبب المرض الفتاك، أحلم بالكثير أو فلنقل أسعى للكثير، وأول حلم هو صنع اسم يليق بي وعدم الرجوع للخلف وأنا الآن في صدد كتابة مجموعة أخرى لإصدارها العام القادم بإذنه تعالى.»